# Triadica cochinchinensis
Triadica cochinchinensis är en törelväxtart som beskrevs av João de Loureiro. Triadica cochinchinensis ingår i släktet Triadica och familjen törelväxter. Inga underarter finns listade i Catalogue of Life.